# Il Pigmalione
Il Pigmalione es una escena lírica en un acto con música de Gaetano Donizetti y libreto en italiano de Antonio Simeone Sografi en el año 1816.
Se trata de la primera ópera del joven Donizetti, por entonces un estudiante de composición de 19 años, en Bolonia con el padre Stanislao Mattei. La partitura autógrafa señala como fechas extremas de inicio y fin del trabajo el 15 de septiembre y el 1 de octubre de 1816: es posible entonces que la ocasión fuera la visita en septiembre del primer maestro del joven, Johann Simon Mayr.
La ópera no fue puesta en escena mientras el compositor estaba vivo: la primera representación se hizo el 13 de octubre de 1960 en Bergamo, en el Teatro Gaetano Donizetti, con dirección de Armando Gatto, y en los papeles de los dos protagonistas confiados a Dario Antonioli y Oriana Santunione.